# Cárcino el Viejo
Cárcino el Viejo o Cárcino de Agrigento, hijo de Jenótimo, fue un poeta trágico griego del siglo V a. C., apenas mencionado. 
Tucídides refiere que Cárcino el Viejo fue uno de los tres estrategos que comandó en mayo del 431 a. C. una flota de 100 trirremes enviada por Atenas en ayuda de los corcireos en la guerra entre Corinto y Córcira.
Las investigaciones de August Meineke sobre los diversos personajes llamados Cárcino han mostrado que hay que distinguir dos poetas trágicos con ese nombre: Cárcino el Viejo y un nieto suyo. 
Según la tradición, Cárcino el Viejo fue muy buen bailarín. Aristófanes de vez en cuando se refiere a él en son de burla. Sus dramas, de los que se ha conservado algún fragmento, parecen haber desaparecido muy pronto.